# Lione/Conti
Lione/Conti je italský powermetalový projekt, v němž působí zpěváci Fabio Lione a Alessandro Conti. Tento duet vznikl v roce 2017 z iniciativy Simoneho Mularoniho, jenž kromě nahrání kytarových a baskytarových partů také složil všechny písně z připravovaného debutového alba, které sám produkoval. Ve zpěvu se střídají Lione a Conti, tedy dva zpěváci Rhapsody. Conte totiž působí mimo jiné v kapele Luca Turilli's Rhapsody, Lione byl zase do roku 2016 zpěvákem Rhapsody of Fire.
Eponymní debutové album projektu bylo vydáno v lednu 2018 u vydavatelství Frontiers Records.

## Sestava
- Fabio Lione – zpěv
- Alessandro Conti – zpěv
- Simone Mularoni – kytara, basová kytara
- Marco Lanciotti – bicí
- Filippo Martignano – klávesy

## Diskografie
- Lione/Conti (2018)